# Rob Hoogland
Rob Hoogland (Alkmaar, 15 november 1950) is een  Nederlandse journalist en columnist. In het nieuwskatern van De Telegraaf verzorgde hij vanaf 1989 25 jaar de dagelijkse rubriek "Kringen". Na zijn pensionering in 2015 werd de frequentie teruggebracht tot drie keer per week. Naar eigen opgave uit 2018 bedroeg zijn productie tot dan meer dan 7000 columns.

## Loopbaan
Hoogland begon in 1972 bij het Noordhollands Dagblad waar hij sportjournalist was. In 1976 stapte hij over naar De Telegraaf, waarvoor Hoogland als sportverslaggever onder meer de Tour de France versloeg. Bij de krant was hij ook sportcolumnist, columnist voor de bijlage Weekeinde, algemeen verslaggever en eindredacteur. Tijdens de Olympische Spelen van 1984 begon hij op voorspraak van redactiechef Anton Witkamp met een column. In januari 1989 begon Hoogland met zijn dagelijkse column, om het gat te vullen dat na het vertrek van Leo Derksen was ontstaan.

## Columns
Hooglands columns bestaan afwisselend uit meningen, overpeinzingen, observaties, portretten, herinneringen of verslagen van gebeurtenissen uit het dagelijks leven, al dan niet dat van de auteur zelf. Journalist Jeroen Wielaert omschrijft de stijl van Hoogland als 'een combinatie van scherpte, mildheid en tegendraadsheid.' Hooglands stokpaardjes zijn de ergernis over het gedrag van fietsers in de hoofdstad en het verval van die stad in het algemeen, een andere bron van inspiratie is arrogantie en hypocrisie in de politiek. Een regelmatige figurant in de columns is Hooglands hond Ruby, maar dan onder de aan Nescio ontleende naam Bavink, waarmee de columnist meteen een eerbetoon aan een literaire inspiratie brengt.
In 2015 verscheen bij Pepper Books, een imprint van uitgeverij Kluitman, onder de titel De Grote Hoogland een bloemlezing van 150 columns, gekozen uit de laatste vijf jaar. In 2024 verscheen het vervolg De Oude Hoogland, een bundel met tijdloze columns, die eerder verschenen in HP/De Tijd, De Telegraaf en Golfers Magazine.
Hoogland valt niet zonder meer samen met de ik-persoon van zijn columns, al is het onderscheid niet groot. 'Ik houd natuurlijk rekening met het publiek waarvoor ik schrijf. Maar ik denk dat je toch een aardig beeld krijgt van wie ik ben.' Hoogland schrijft ook columns voor HP/De Tijd en Golfers Magazine.

## Memoires
In 2017 verscheen Het Grote Foute Jongensboek, een samen met  Arthur van Amerongen geschreven, overwegend satirisch boek over tal van onderwerpen, geïllustreerd door Gabriël Kousbroek. Volgens literatuurcriticus Jeroen Vullings kan de bijdrage van Hoogland gedeeltelijk diens memoires worden genoemd.  In 2019 verscheen Het Grote Foute Jongensboek Deel 2. De voltooiing van De Foute Jongens Trilogie kwam tot stand door het verschijnen van het hilarische Het Grote Foute Jongensboek Deel 3 dat in 2024 verscheen.

## Persoonlijk
Rob Hoogland is getrouwd. Hij is ambassadeur van de Stichting Animal in Need SCF.